# Лян Хун'юй
Лян Хун'юй — 1102—1135) — китайська полководиця династії Сун. Вона прославилася під час воєн Цзінь-Сун проти чжурчженьської династії Цзінь. Її справжнє ім'я загубилося в часі. В офіційних підручниках з історії Китаю вона згадувалася просто як «Леді Лян» (梁氏). «Хун'ю» (红玉), що означає «Червоний нефрит» китайською мовою, це ім'я було дано в народних легендах, китайських операх і романах після її героїчної смерті в битві в 1135 році. Вона була дружиною Хань Шичжуна, генерала Сун, відомого тим, що протистояв загарбникам з династії Цзінь разом з Юе Феєм та іншими.

## Раннє життя
Батько Лян був командувачем армією на кордоні, звідки династії Сун дедалі більше загрожувала династія Цзінь, якою керували чжурчжені. Він навчив її бойових навичок:275. Ноги Лян не були спотворені бинтуваннямf name=bennett />:273. Вона була майстринею бойових мистецтв. Кілька записів стверджують, що Лян була жінкою неймовірної сили та майстринею стрільби з лука.
У якийсь момент вона була змушена працювати як рабиня, оскільки її батька покарали за поразку в важливій битві. За деякими історичними даними, її рабська праця може бути схожою на працю сучасної борчині. За часів династії Сун жіноча боротьба була популярним видом спорту. Це навіть приваблювало імператорів Сун дивитися жіночу боротьбу на публічних матчах. Більшість борчинь були одягнені як чоловіки і під час поєдинку не носили нічого, крім настегнової пов'язки. За часів династії Мін цей вид спорту був повністю заборонений, оскільки люди епохи Мін вважали його непристойним. Деякі сучасні історики стверджували, що це було причиною того, що деякі історики династії Мін неправильно витлумачили становище Сун як проституцію.
На певному етапі своєї кар'єри Хун'юй зустріла свого чоловіка Хань Шичжуна, хоча відомості про те, як вони познайомилися, відрізняються. Найбільш правдоподібною версією є те, що вона познайомилася з Ханьом на бенкеті, де пригощала військо Ханя. Хань очолював своїх людей у придушенні повстання в південному Китаї, і він особисто заарештував лідера повстанців Фан Ла. Однак його начальник вкрав його славу, до великого незадоволення Ханя. Лян знала правду і захоплювалася перемогою Ханя. Вона заощадила достатньо грошей, щоб заплатити за власне викуплення рабства. Звільнившись, вона стала другою дружиною Ханя.
Незабаром чжурчжені почали повне вторгнення в династію Сун. Хань сформував армію для боротьби з чжурчженями, а Лян була генералкою в армії свого чоловіка.

## Відновити імператора пісні
Після того, як Сун втратила свою столицю та північний Китай на користь чжурчженів, армія Хань і Лян стали частиною головних сил боротьби з нападниками. Після того, як чжурчжені захопили двох імператорів Сун (імператора Чжао Цзі та імператора Чжао Хуаня), імператор Чжао Гоу відновив уряд Сун у південному Китаї. У 1129 році в імператорському дворі Сун стався переворот, і імператор Чжао Гоу був взятий у заручники та змушений зректися престолу. У той час Хань очолював армію на передовій. Лян опинилася під домашнім арештом. Повстанці сподвалися через неї змусити її чоловіка здатися. Щоб розробити план, який змусив лідера повстання звільнити її як посланицю та жест доброї волі до її чоловіка, Лян працювала з прихильниками імператора Чжао Гоу. Звільнившись, вона негайно поїхала до чоловіка і розповіла йому про оборону повстанців. Це дозволило Ханю придушити державний переворот і повернути імператора Чжао Гоу. Після цього Лян була нагороджена шляхетським званням «Шляхетна леді Ху Го» (護國夫人), що означає «Жінка-захисниця нації», яке не було пов'язане з рангом її чоловіка. Цей випадок був унікальним в китайській історії, оскільки більшість китайських знатних жінок отримали свої ранги через своїх чоловіків.

## Битва при Хуантяндані
Коли невдовзі після придушення перевороту в 1129 році чжурчжені знову вторглися і напали на Ханчжоу, Лян і її чоловік повели свої сили, щоб влаштувати засідку ворожій армії на шляху назад на територію Цзінь. Їхні війська переважали чисельно, і почалася битва при Хуантяндані. Це була серія морських битв на річці Янцзи. Лян склала план, за яким вона буде керувати солдатами своїми барабанами. Коли почалася битва, війська Сун були відкинуті чжурчженьськими військами через переважаючу чисельність на боці чжурчженів. З великою відвагою Лян кинула свій шолом і броню, б'ючи в барабани, і повела атаку у стрій ворога. Це стало переломним моментом битви. Китайські «Кораблі тигрів», які могли вивергати вогонь за допомогою вогнеметів, знищили багато кораблів Цзінь, а Лян керувала ними своїми барабанами. Чжурчжені були в пастці більше місяця, перш ніж зрадник виявив слабкість в китайському оточенні, і вони втекли, але з великими втратами.

## Подальше життя
У 1135 році Хань був призначений цзєдуші Вунін Аньхуа (武寧安化軍節度使). Лян та її чоловік відбудували фортецю Чучжоу та посилили її оборону. Разом зі своїми вони солдатами працювали на відбудові будинків і засадженні полів:275. 

## Спадщина
На честь Лян були написані вірші, що сприяло її славі.
Разом із Цинь Лян'ю, Хе Юфен і легендарною Хуа Мулан вона є однією з найвідоміших жінок-воїнів у Китаї:87.